# Bullvalén
A bullvalén szénhidrogén, képlete C10H10. A molekula ketrecszerű szerkezete egy ciklopropán- és három ciklohepta-1,4-diéngyűrű kondenzálásából jön létre. A bullvalén különleges szerves vegyület, ahol a C–C és C=C kötések gyorsan képződnek és szűnnek meg NMR-időskálán, így fluxiós molekula.

## Sztereodinamika
A bullvalén ciklopropán három viniléncsoporttal, melyek egy metincsoportban csatlakoznak. Ez lehetővé tesz egy elfajult Cope-átrendeződést, így minden szén- és hidrogénatom ekvivalens NMR-időskálán. Standard hőmérsékleten a proton-NMR-jelek átlaga egy 5,76 ppm-es csúcs. Alacsony hőmérsékleteken e csúcs szélesedik, és nagyon alacsony hőmérsékleten a bullvalén fluxiós viselkedése csökken, 4 jelet láthatóvá téve. Ez a minta a 4 szűkülő rezonancia frekvenciaelválasztásához közeli k-val rendelkező cseréhez hasonlít. A 10 megkülönböztethető hellyel rendelkező bullvalénnek {\displaystyle {10! \over 3}=1\ 209\ 600} különböző vegyérték-tautomerje lehet, nem számolva az enantiomereket.

## Szintézis
1963-ban G. Schröder ciklooktatetraén-dimer fotolízisével állított elő bullvalént. A reakció mellékterméke benzol.
1966-ban W. von Eggers Doering és Joel W. Rosenthal cisz-9,10-dihidronaftalin átrendezésével állították elő.

## Hasonló vegyületek

### Bullvalonok
A bullvalonokban a bullvalén egyik vinilcsoportja helyett metilénhídon lévő ketocsoport van. Így a fluxiós állapot bázis hozzáadásával aktiválható, a bázis eltávolításával megszüntethető:

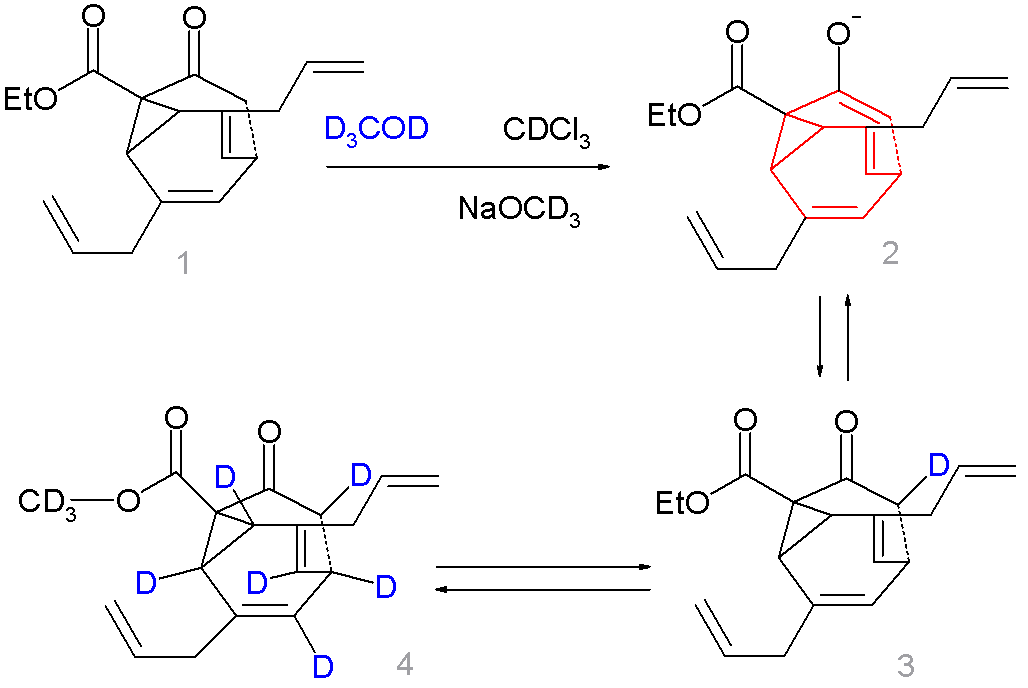
Bullvalon

A jobb oldali képen az 1. vegyület nem fluxiós molekula, de bázis (nátrium-metoxid metanolos oldata) hozzáadásával a keton enoláttá (2) alakul, és a fluxiós állapot aktiválódik. A deutériumos jelölés lehetséges, ez először a 3. vegyületet adja, majd egy legfeljebb 7 deutériumatomos keveréket ad, melynek egyik tagja a 4. vegyület.

### Szemibullvalén
A szemibullvalénben (C8H8) egy vinilén helyén egy kötés van. Ezt először barrelén fotolízisével állították elő izopentánban aceton fényérzékenyítő anyaggal 1966-ban.

Szemibullvalén szintézise

A szemibullvalénnek csak két vegyérték-tautomerje van (2a és 2b), de a molekulában a Cope-átrendeződés -110 °C-on is végbemegy, bár e hőmérsékleten e reakció gyakran nem egy végbe.
Ennek reakciómechanizmusa izotópkeveréssel megismerhető. A 6 vinilproton a barrelénben (1) sokkal savasabb, mint a két hídfőproton, így deutériumra cserélhetők N-deutériociklohexilaminnal. A 2. vegyület fotolízise ciklopropángyűrűs biradikálist ad. E vegyület új intermedierré válik allilgyökkel két mezomerként. A rendszerközi keresztezés és a gyökös rekombináció azonos mennyiségű 3-as és 4-es szemibullvalént ad. Az új protonelrendeződés igazolja e modellt. A barrelén–szemibullvalén átrendeződés di-π-metán-átrendeződés.

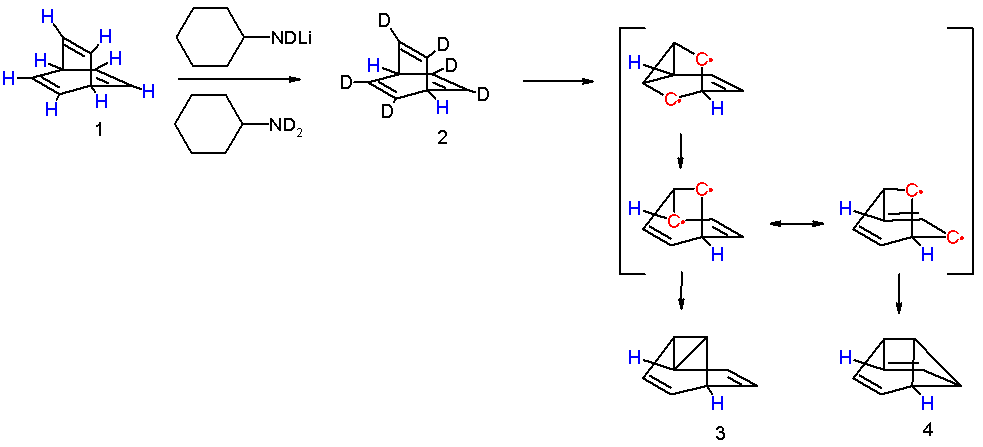
A barrelén fotolízise

Az alkilszemibullvalének 2006-ban közölt szintézise egy szubsztituált 1,4-dilitiobuta-1,3-dién ciklodimerizációján alapul réz(I)-bromiddal. 140 °C-on az etilszemibullvalén a megfelelő ciklooktatetraén-származékká izomerizálódik.

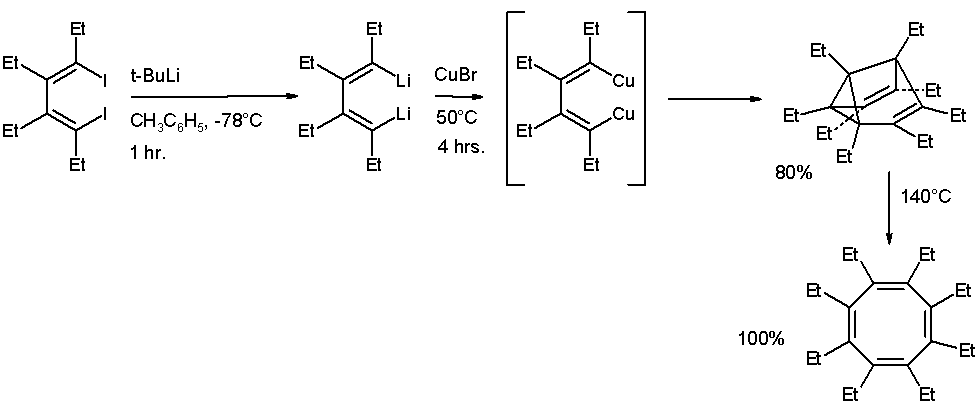
Szemibullvalén-szintézis (2006)

### Barbaralán
A barbaralánban egy etilén helyén metilén van, dinamikája a szemibullvalénéhez hasonlít. Ezenkívül a bullvalénszintézisben van ketonköztitermék, a „barbaralon”. Mindkettő névadója Barbara M. Ferrier (1932–2006), a McMaster Egyetem biokémiai és bioorvostani karának professzora.

## A név eredete
A bullvalén név egy tudós, William „Bull” Doering becenevéből ered, aki a tulajdonságait és a vegyérték-tautoméria fogalmát 1963-ban megjósolta. Klärner (2011) szerint Doering heti szemináriumait tanulói titokban „bull session” néven emlegették, és „féltek tőle azok, akik nem készültek eléggé”. A nevet 1961-ben Doering két Yale-en tanuló diákja, Maitland Jones Jr. és Ron Magid adták a molekulának. A név William Doering becenevére utal, és a fulvalénnel való rímelés végett lett kiválasztva, mely iránt a kutatcsoport nagyon érdeklődött.

## Fordítás
Ez a szócikk részben vagy egészben  a   Bullvalene című angol Wikipédia-szócikk ezen változatának fordításán alapul.  Az eredeti cikk szerkesztőit annak laptörténete sorolja fel. Ez a jelzés csupán a megfogalmazás eredetét és a szerzői jogokat jelzi, nem szolgál a cikkben szereplő információk forrásmegjelöléseként.